# Паровышников, Пётр Гаврилович
Пётр Гаврилович Паровышников (17 сентября 1909, Харьков — 29 мая 1981, Харьков) — советский футболист, нападающий, тренер.
В возрасте восьми лет начал играть в харьковской команде «Горец», где выступали его старшие братья Виктор и Михаил. С 13 лет — игрок детской команды «Комета», затем — команды «Холодная гора», где стал ведущим нападающим, начал выступать за сборную города. Отличался чувством игры и сильным точным ударом.
Играл за клубные команда Харькова «Динамо» (1925—1933, 1935, 1936 (осень) — 1937, 1939—1940) и «Спартак» (1938 — один матч в чемпионате СССР), за «Динамо» Киев (1933—1934, 1936 (весна, три матча в чемпионате).
В течение 11 лет входил в сборные команды клубов Харькова, Киева и Украины.
В годы Великой Отечественной войны в эвакуации в был играющим тренером команды «Крылья Советов» Молотов. В 1945 году совместно с Николаем Кротовым команду «Локомотив» Харьков, в качестве старшего тренера вывел её класс «А» в 1948 году.
В 1933 году вошёл в список 33 лучших футболистов сезона под № 3. Полуфиналист турнира среди сборных команд союзных республик 1931 года в составе сборной Украины и турнира среди сборных команд городов СССР 1932 года в составе команды Харькова. В 1935 году — бронзовый призёр чемпионатов Украинской ССР (команда Харькова) и Украинской ССР (общество «Динамо»).
Игрок сборной Украинской ССР.
В качестве старшего тренера — победитель (1945) и финалист (1946) Кубка Украинской ССР.
До войны окончил Харьковский автодорожный институт. После — работал детским тренером в «Динамо», затем — в родном институте по специальности, тренировал студенческую команду.
В 1960—1970-х годах работал в лаборатории государственного технического университета строительства и архитектуры.